# Josh Huestis
Josh Sutton Huestis (Webster, Texas, 19 de diciembre de 1991) es un exjugador de baloncesto estadounidense que disputó tres temporadas en la NBA. Jugó baloncesto universitario para los Cardinal de la Universidad de Stanford. Con 2,01 metros jugaba en la posición de alero.

## Trayectoria deportiva

### Instituto
Huestis asistió al instituto "C. M. Russell" en Great Falls, Montana. En su tercera temporada como "junior", promedió 15,0 puntos, 10,0 rebotes y 4,5 tapones por partido. Lideró al instituto a un récord de 21-2 y al título estatal Clase AA, fue nombrado MVP del torneo estatal, además de ser nombrado "Jugador del Año Estatal Gatorade" y en el mejor quinteto estatal. En su última temporada como "senior", promedió 17,3 puntos, 12,8 rebotes y 4,8 tapones por partido, al liderar a su equipo a un récord de 20-3, logrando así el título estatal Clase AA por segunda vez consecutivo, también fue nombrado "Jugador del Año Estatal Gatorade" por segunda temporada consecutiva y en el mejor quinteto estatal del año.

### Universidad
Huestis jugó durante cuatro temporada para el equipo de baloncesto de la Universidad de Stanford. En su primera temporada como "freshman" con los Cardinal en 2010-11, no tuvo mucha participación en los partidos ya que en 28 partidos solo jugó un promedio de 9,9 minutos por partido, en los cuales promedió 2,3 puntos y 2,0 rebotes por partido.
En su segunda temporada como "sophomore" en 2011-12, Huestis tuvo más tiempo de juego aumentando desde 9,9 a 20,1 minutos por partido desde su primera temporada, ya que ayudó a su equipo a un récord de 26-11 (10-8 en la Pacific-12 Conference). Huestis y los Cardinal no lograron el título de la conferencia ya que fueron eliminados en los cuartos de finales por California, pero lograron el título del NIT, tras derrotar a Minnesota en la final del campeonato. Huestis fue elegido Mención Honorable del Mejor Quinteto Defensivo de la Pacific-12. En 37 partidos, promedió 5,3 puntos, 4,8 rebotes y 1,2 tapones por partido.
En su tercera temporada como "junior" en 2012-13, Huestis fue nombrado en el mejor quinteto defensivo de la Pacific-12. Fue uno de dos jugadores en titularizar todos los partidos del equipo, logró aumentar su promedio de anotación desde 2,3 a 10,5 puntos por partido desde su primera temporada. En 34 partidos, promedió 10,5 puntos, 9,0 rebotes y 2,1 tapones en 32,1 minutos por partido.
En su cuarta y última temporada como "senior" en 2013-14, Huestis fue nombrado en el mejor quinteto defensivo de la Pacific-12 por segunda temporada consecutiva. Huestis ayudó a su equipo a lograr un récord de 23-13 (10-8 en la Pacific-12), aunque fueron eliminados del campeonato de la Pacific-12 en las semifinales del torneo, lograron un boleto de entrada al Campeonato de la División I de Baloncesto Masculino de la NCAA de 2014 por primera vez desde 2008, ya en el torneo lograron su dos primeras victorias pero fueron eliminados en las semifinales de la regional en la ronda llamada "Sweet 16". En 36 partidos, promedió 11,2 puntos, 8,2 rebotes, 1,9 tapones y 1,2 asistencias en 35,2 minutos por partido, alcanzó cifras dobles en 19 partidos.

### Profesional
El 26 de junio de 2014, fue seleccionado en el puesto número 29 de la primera ronda en el Draft de la NBA de 2014 por los Oklahoma City Thunder.

## Estadísticas

### Temporada regular
| Año     | Equipo        | PJ | PT | MPP  | %TC  | %3P  | %TL  | RPP | APP | ROB | TPP | PPP |
| ------- | ------------- | -- | -- | ---- | ---- | ---- | ---- | --- | --- | --- | --- | --- |
| 2015-16 | Oklahoma City | 5  | 0  | 11.0 | .417 | .667 | .000 | 2.0 | .0  | .2  | .4  | 2.8 |
| 2016-17 | Oklahoma City | 2  | 0  | 15.5 | .545 | .500 | .000 | 4.5 | 1.5 | .0  | 1.5 | 7.0 |
| 2017-18 | Oklahoma City | 69 | 10 | 14.2 | .330 | .287 | .300 | 2.3 | .3  | .2  | .6  | 2.3 |
| Total   | Total         | 76 | 10 | 14.1 | .346 | .312 | .240 | 2.4 | 0.3 | 0.2 | 0.6 | 2.5 |

### Playoffs
| Año   | Equipo        | PJ | PT | MPP | %TC  | %3P  | %TL  | RPP | APP | ROB | TPP | PPP |
| ----- | ------------- | -- | -- | --- | ---- | ---- | ---- | --- | --- | --- | --- | --- |
| 2016  | Oklahoma City | 2  | 0  | 5.1 | .333 | .500 | .000 | 1.5 | .0  | .0  | .0  | 1.5 |
| 2018  | Oklahoma City | 4  | 0  | 4.8 | .500 | .000 | .500 | .8  | .0  | .3  | .3  | .8  |
| Total | Total         | 6  | 0  | 4.9 | .400 | .500 | .500 | 1.0 | .0  | .2  | .2  | 1.0 |